# ×Agrotrigia
× Agrotrigia là một chi thực vật có hoa trong họ Hòa thảo (Poaceae).

## Loài
Chi × Agrotrigia gồm các loài: